# Blutstriemen-Schleimfisch
Der Blutstriemen-Schleimfisch (Parablennius sanguinolentus) ist ein relativ großer, versteckt auf dem Meeresgrund lebender Fisch aus der Familie der Schleimfische (Blenniidae). Die Art wurde 1814 von Peter Simon Pallas als Blennius sanguinolentus erstbeschrieben.

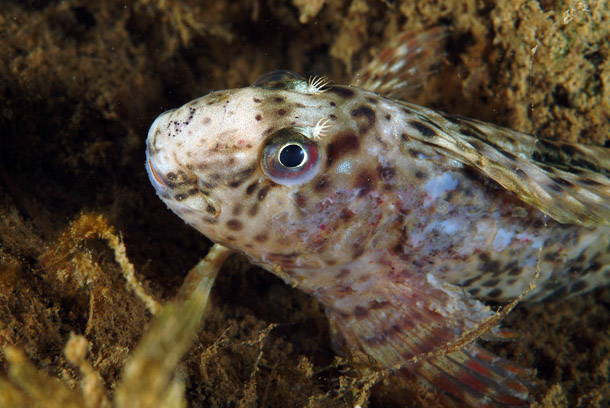
Blutstriemen-Schleimfisch (Parablennius sanguinolentus), kurze Augententakeln und rote Striemen auf der Brustflosse gut erkennbar.

## Merkmale
Der Blutstriemen-Schleimfisch weist als Schleimfisch familientypische Merkmale auf. Dazu gehören kehlständige Bauchflossen (Ventralia) eine durchgehende Rückenflosse (Dorsalis), fehlende Schuppen und kleine Tentakeln über den Augen. Er ist mit einer maximalen Länge von 20 cm etwas größer als die meisten Schleimfisch-Arten. Er verfügt über sehr kurze, verzweigte Augententakeln. Die Rückenflosse ist nicht eingekerbt und hat 11 Hartstrahlen und 21 Weichstrahlen, die Afterflosse hat 21 Weichstrahlen. Seine Färbung variiert von trübgelb bis kaffeebraun oder grau-grünlich. Sein marmoriertes Aussehen wird ihm durch unregelmäßige dunkle und helle Flecken und Punkte, die in Reihe oder Streifen angeordnet sind, verliehen. Das namengebende Merkmal sind seine Brustflossen, die mit dünnen roten Streifen und Punkten verziert sind. Ein weiteres arttypisches Merkmal ist ein schwarzer Fleck, der sich auf den ersten beiden Strahlen der Dorsalis befindet. Der Bauch erscheint praller als bei anderen Schleimfischen.
Das Männchen weist während der Laichzeit traubenartige Afterflossendrüsen auf. Ansonsten sind keine weiteren äußeren Geschlechtsunterschiede bekannt.

## Verbreitung und Lebensraum
Der Blutstriemen-Schleimfisch ist im Mittelmeer sowie der spanischen und portugiesischen Atlantikküste beheimatet, im Ostatlantik von der Loiremündung bis Marokko. Außerdem ist er im westlichen Schwarzen Meer verbreitet. Der Blutstriemen-Schleimfisch lebt benthisch in flachen Gewässern bis zu zwei Metern Tiefe, in der mesolitoralen Zone. Auf ihre kräftigen Brustflossen gestützt sitzt die Art zumeist reglos auf einem Stein am Grund, sie kann aber auch recht weite Strecken zurücklegen. Die Tiere bevorzugen sonnenexponierte, mit Algen besetzte kleine Felsen oder Steine. Daher lassen sie sich bevorzugt auf felsigen, kieselartigen Boden bei leichten Strömungsverhältnissen nieder. Teilweise sind die Tiere auch auf kleinen Felsen am Ufer zu finden, die innerhalb der Spritzwasserzone liegen, besonders nach der Flut. Die Larven sind planktonisch und halten sich meistens in Untiefen oder in Küstennähe auf.

## Verhalten
Der Blutstriemen-Schleimfisch hält sich häufig in geringen Tiefen zwischen Felsen und kahlem Geröll auf. Im Vergleich zu anderen Schleimfisch-Arten weist P. sanguinolentus auffällig lange Freischwimmphasen auf und ist besonders scheu.

## Ernährung
Der Blutstriemen-Schleimfisch ernährt sich hauptsächlich herbivor und frisst größtenteils Algen, besonders der Gattung Ulva. Sind allerdings keine Algen zum Abweiden vorhanden, weicht er auf Alternativen wie Plankton aus.

## Fortpflanzung
Der Blutstriemen-Schleimfisch ist ovipar und legt seine Eier in kleinen Felsspalten oder Höhlen ab. Über das Fortpflanzungsverhalten im Allgemeinen ist bisher nur wenig bekannt. Es liegt nahe, dass es ähnlich dem der anderen Schleimfischarten ist. Dabei halten sich die Männchen zur Laichzeit überwiegend in ihren Höhlen oder Felsspalten auf. Vermutlich halten sie Wache und beschützen den Laich. Die Laichperiode ist einzugrenzen auf April bis Juli. Die Eier von Parablennius sanguinolentus sind benthisch und anhaftend. Sie werden mit Hilfe von klebenden Zellfilamenten an ein Substrat geheftet.
Bei den Männchen der Art tritt  Sexualpolymorphismus auf. Größere und ältere Männchen bilden vollständige sekundäre  Geschlechtsmerkmale aus, insbesondere eine Analdrüse, die Sexualpheromone produziert. Kleine und jüngere Männchen zeigen diese Merkmale nicht. Für die älteren Männchen können zwei Taktiken zur Fortpflanzung unterschieden werden. Dazu gehören die „Nest-holders“, die Nester bauen und dadurch versuchen, Weibchen anzulocken, sowie die „Floaters“, welche in Nestnähe schwimmen und parasitische Befruchtung bevorzugen oder Nester übernehmen. „Nest-holders“, die Erfolg beim Brüten haben, zeigen im Vergleich zu Männchen ohne Erfolg ein erhöhtes parentales Verhalten, welches negativ mit dem 11-Ketotestosteron-Level korreliert.
Bei den jüngeren Männchen können ebenfalls zwei verschiedene Taktiken beobachtet werden. Einmal „Satellites“, die um Nester herumschwimmen und sich aktiv an der Verteidigung der Nester beteiligen. Sobald Eier gelegt wurden, versuchen sie ins Nest zu gelangen, um die Eier zu befruchten. Auch die „Sneakers“ versuchen ins Nest zu schlüpfen, um die Eier dort zu befruchten, beteiligen sich jedoch nicht aktiv am Bau oder der Verteidigung des Nests.

## Bestand und Gefährdung
Den Bestand des Blutstriemen-Schleimfisches schätzte die Weltnaturschutzorganisation (IUCN) am 14. November 2007 als „nicht gefährdet“ (LC= Least Concern) ein. Es ist keine artspezifische Bedrohung bekannt und der Bestand scheint stabil zu sein.